# Tomohisa Yamashita
Yamashita Tomohisa (n. 9 aprilie 1985) este un actor și un cântăreț japonez.
- Porecle: Yamapi (山ピー), Yamashita-kun,YamaP, Pi, Pi-chan, Pi-kun, P-tan, Tomo-chan
- Locul nașterii: Chiba, Japonia
- Ziua de naștere: 9 aprilie 1985
- Înălțime: 1.74 m
- Greutate: 60 kg
- Grupa de sânge: A
- Familie: Mama (Yamashita Naomi), o soră mai mică (Yamashita Rina) și doi câini Hime-chan (Prințesa) și P-chan
- Educație: Absolvent al Universității Meiji, Facultatea de Afaceri, Specializare în Marketing cu menționări speciale pentru că a studiat și lucrat în același timp
- Propoziția preferată: Maji de? (Serios?)
- Artiști preferați: Southern All Stars, Mr.Children, Glay, Fukuyama Masaharu
- Prieteni apropiați: Jin Akanishi, Ryo Nishikido, Yuu Shirota, Toma Ikuta, Hideaki Takizawa și colegii din NEWS (Koyama Keiichiro, Kato Shigeaki, Tegoshi Yuya, Masuda Takahisa)
- Personalitate: rezervat dar politicos, sociabil

1. ↑  „Tomohisa Yamashita”, Internet Movie Database, accesat în 13 octombrie 2015